# Manga café
 (juin 2012).
Si vous disposez d'ouvrages ou d'articles de référence ou si vous connaissez des sites web de qualité traitant du thème abordé ici, merci de compléter l'article en donnant les références utiles à sa vérifiabilité et en les liant à la section « Notes et références ».

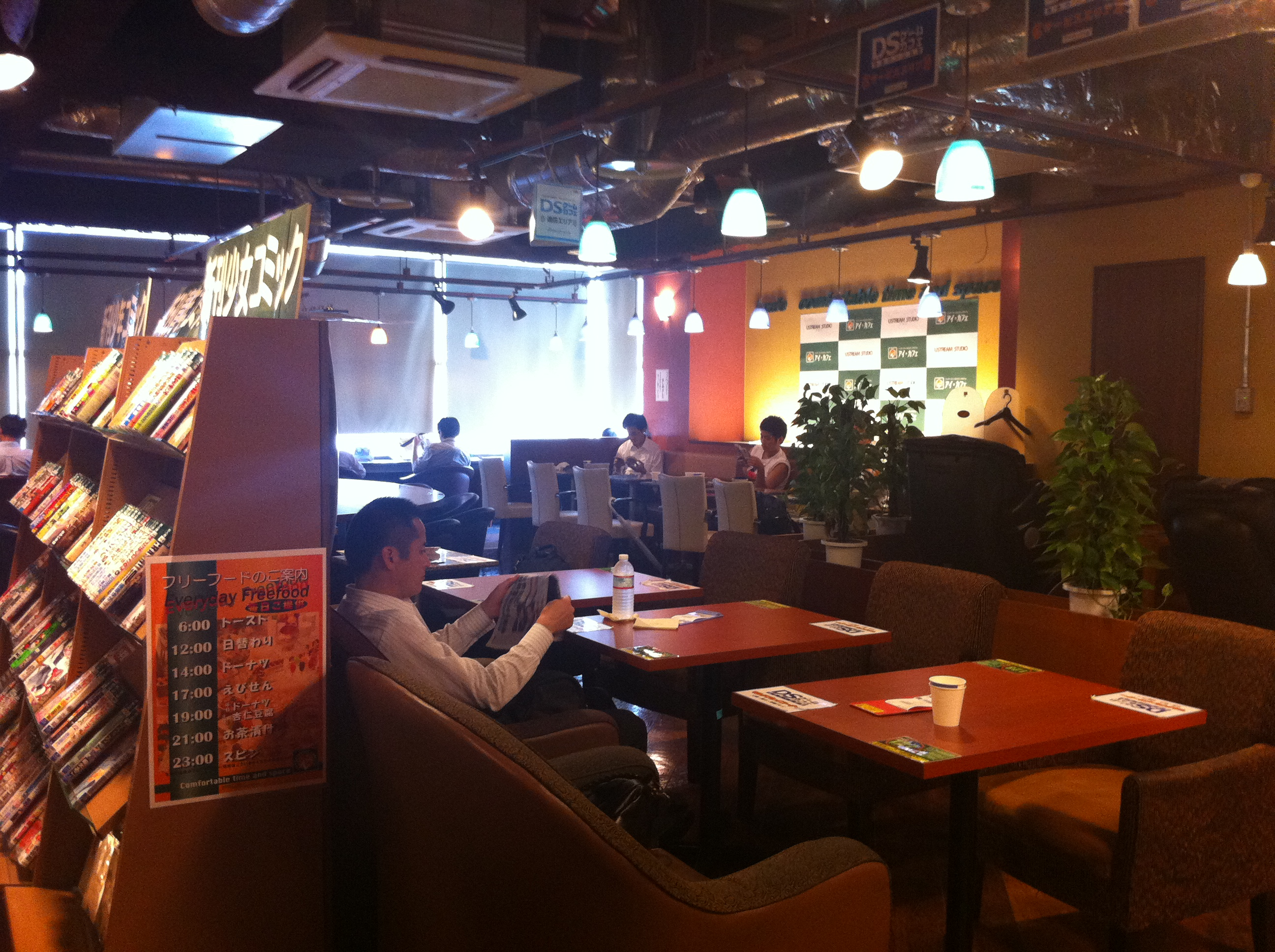
Un manga café à Tokyo.

Un manga café (漫画喫茶, manga kissa) est au Japon un cybercafé avec des cabines individuelles où on peut lire des mangas en libre-service.
Le terme japonais kissa est une abréviation du mot kissaten (喫茶店) qui signifie « salon de thé » ou « café »,.

## Description

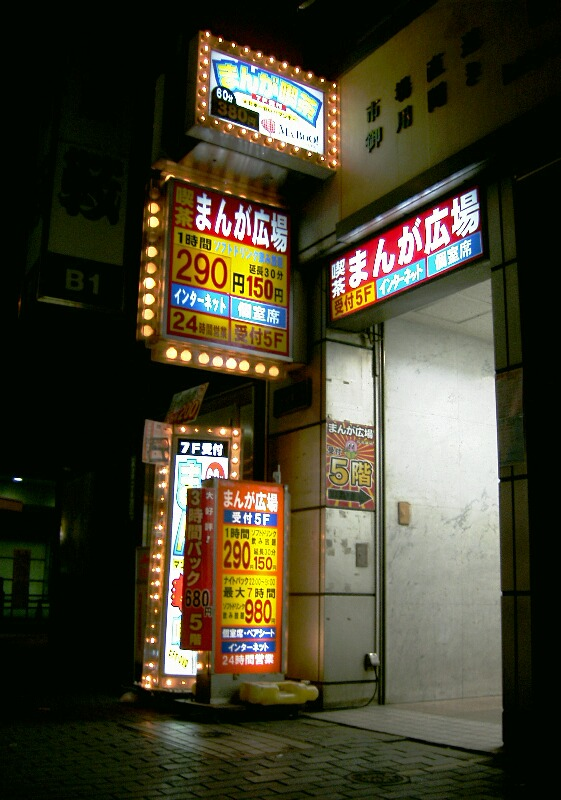
Entrée d’un manga café à Tokyo.

Un manga café, aussi appelé café manga, manga thé ou manga kissa, est à l'origine un café où on peut lire des mangas en libre-service au Japon. Avec l'arrivée d'Internet, les manga cafés ont multiplié les services proposés pour devenir des cybercafés. Les services proposés varient selon les manga cafés mais l'accès à Internet, une bibliothèque de mangas, et des boissons à volonté sont les services de base. Les manga cafés seraient d'abord apparus à Nagoya avant de connaître un boom à la fin des années 1970. Le climat concurrentiel a favorisé l'apparition de services très divers et parfois très originaux.
La plupart des mangas cafés possèdent une grande quantité de mangas (1 000 – 30 000 mangas) et des magazines. Si tous proposent des boissons, certains mettent également à disposition des snacks et des glaces, payants à l'unité. Certains permettent également d’acheter des repas complets de type instantané, et permettent aux clients de recharger leur téléphone et d’imprimer à partir de leur ordinateur personnel. L'accès aux ordinateurs se fait le plus souvent dans des cabines pour une ou deux personnes. Ces cabines contiennent chacune un fauteuil, une télévision, un lecteur de DVD, une console de jeux vidéo.
Si certains manga kissa de quartier sont indépendants, beaucoup sont des enseignes nationales, comme Space Create, Gera Gera, ou bien Manboo !. Ce sont ces chaînes de café qui offrent le plus de prestations : en plus des livres ou d'un ordinateur, vous pouvez par exemple trouver un espace pour jouer aux fléchettes, au billard ou au ping-pong.

## Sociologie

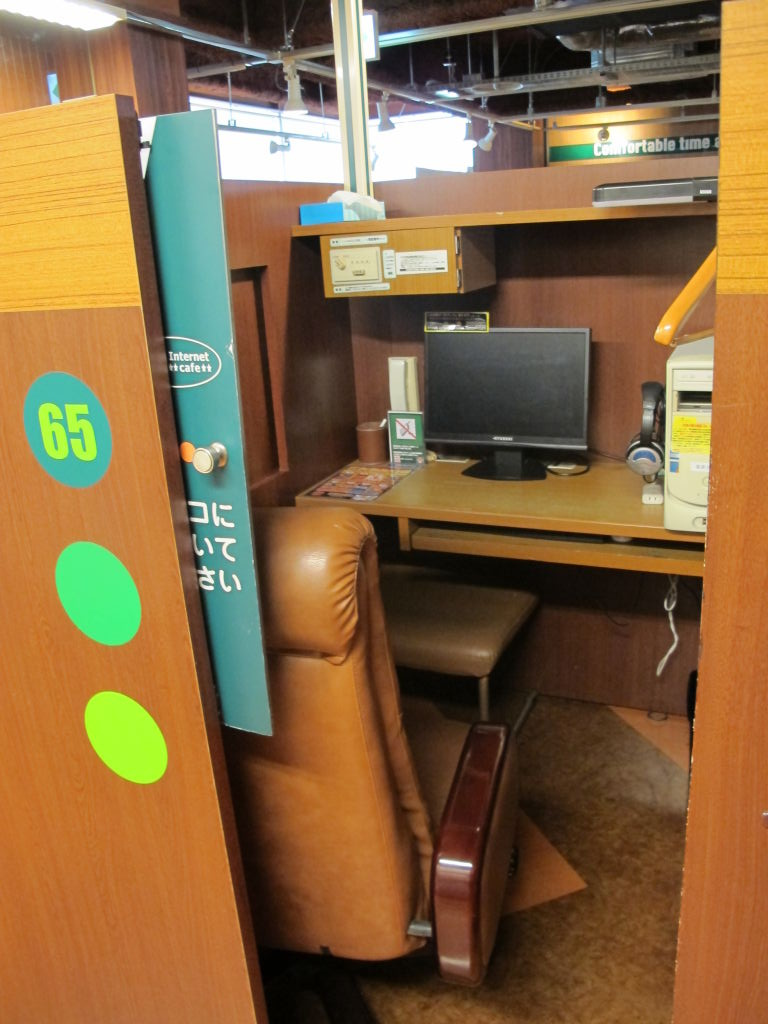
Une cabine individuelle.

Les manga kissa se trouvent dans la plupart des grandes villes japonaises, plus particulièrement dans les quartiers avec une vie nocturne tels que Shinjuku ou Shibuya à Tōkyō. Beaucoup de manga cafés sont ouverts 24 heures sur 24, 7 jours sur 7. Leurs tarifs souvent plus bas qu'une chambre d'hôtel en font une solution d'hébergement pour des personnes ayant raté leur dernier train. La présence de douches et de futons, et la vente de rasoirs et brosses à dents dans les cafés ouverts toute la nuit permettent des conditions de confort proches de celles d'un hôtel.
Ce rôle d'hôtel des manga cafés a permis l'apparition des « réfugiés des cybercafés » (ネットカフェ難民). Il s'agit souvent de travailleurs journaliers ou de chômeurs qui dorment dans les manga cafés parce qu'ils ne gagnent pas suffisamment d'argent pour louer un appartement. Ces réfugiés sont considérés comme symptomatiques des difficultés de la population la plus pauvre du Japon depuis les réformes économiques de Koizumi. Le phénomène attire en tant que tel l'attention des médias japonais et est abondamment étudié en sociologie.
En 2007, on estime qu’il y avait 5 400 sans-abris qui se logeaient dans les manga cafés. La moitié d’entre eux auraient un emploi temporaire et le quart n’auraient pas d’emplois.
En 2018, on estime que tous les jours, les manga cafés avaient 15 000 clients qui dormaient sur place. De ses 15 000 clients, on estime que 4 000 d’entre-deux sont sans-abris et que 3 000 d’entre eux n’auraient pas d’emploi stable. Le même sondage indiquait que 37,1 % des clients sont des voyageurs ou des travailleurs qui se servent des manga cafés pour remplacer les hôtels et que 25,8 % des répondants sont des sans-abris qui se servent des manga cafés comme option de logement.

## Prix
L'accès se fait de façon forfaitaire avec paiement à la durée, tous les services étant inclus et accessibles à volonté. Il est souvent nécessaire d’effectuer une inscription préalable nécessitant la présentation d’une pièce d’identité. Le paiement se fait généralement avant utilisation et un supplément sera demandé à la fin si la durée initialement prévue est dépassée.
Le tarif horaire moyen est de 100 à 400 yens, soit 0,70 à 3,00 euros en 2015. Les chaînes Gera Gera et Manboo ! offrent des tarifs nuits autour de 2 200 yens les douze heures alors que Space Create est un peu plus cher avec 3 000 yens.

## Lieux similaires
Des lieux ayant pour thème principal les mangas ainsi que les besoins de base tels que dormir ou manger qui sont similaires au manga café existent au Japon.

### Le manga hôtel
Le manga hôtel est un hôtel de type capsule qui offre la possibilité de lire des mangas à volonté avec la nuit d’hébergement. Certains d’entre eux offrent les mangas dans d’autres langues que le japonais. Comme le manga café, le manga hôtel offre la possibilité de lire des mangas, d’avoir des prises électriques et de louer un espace, ici muni d’un lit. Toutefois, les manga hôtels peuvent également offrir des douches, des pyjamas, des pantoufles, des cintres et un coffre-fort privé. Il est également possible d’acheter des mangas sur place.
Depuis 2019, notamment, on retrouve le Manga Art Hôtel à Tokyo.

### Les cafés collaboratifs
Les cafés collaboratifs ou anime café sont des cafés dont le thème tourne autour d’un manga ou d’un anime. Ses cafés offrent des repas et des objets de collection relatifs aux personnages d’une série anime ou d’un manga qui sont exclusifs à cette collaboration. C’est également un lieu où les fans d’un manga peuvent se rencontrer et faire des échanges d’objets liés à un manga ou une série qui fait partie de cette collaboration. Voici quelques exemples cafés collaboratifs qui ont eu lieu: My Hero Academia, Card Captor Sakura: Clear Card, Sailor Moon, Puella Magi Madoka Magica et Cowboy Beebop.

## Hors du Japon
En juillet 2006, un manga café avec un concept légèrement modifié et simplifié pour s'orienter principalement sur l'offre manga, a ouvert à Paris, en France, c'est le premier manga café européen. Depuis le 19 octobre 2008, à Toulouse, une bibliothèque de manga et cybercafé s'inspirant du concept japonais a ouvert. Enfin, un manga et cybercafé du même genre a ouvert à la fin de 2011 à Lyon place Vendôme, le Hinata Kissa.
Depuis 2010, un manga café a également ouvert ses portes en Belgique, plus précisément à Braine l'Alleud dans le Brabant Wallon, le Cat's Eye Manga Café. Début 2013, le plus grand manga café de Belgique (230 m2) ouvre ses portes à Bruxelles. Il s'agit de Otako - Manga Café.
En 2011, le premier manga café en Amérique du Nord, O-Taku Manga Lounge, a ouvert ses portes à Montréal, Canada, témoignant de l'intérêt croissant pour le manga et la culture japonaise. L’établissement propose non seulement une lecture sur place avec consommation, mais fait également office de librairie : mangas, livres de tous genres en lien avec la culture japonaise et marchandises. O-Taku Manga Lounge offre aussi des cours de dessin et de japonais ainsi que diverses activités comme l’initiation au jeu de go et des ateliers de cosplay. En 2013, un manga café ouvre ses portes à Sherbrooke, Québec, Canada:  L'Oeil de Chat. En plus de pouvoir lire des mangas sur place, en échange d’un paiement, les gens peuvent manger des mets japonais comme du riz vapeur, des ramens, des fèves edamames et de la soupe miso tous préparés sur place. Les gens peuvent également boire du thé à volonté en même temps que de lire des mangas. Ce concept, à l’exception du fait de pouvoir dormir, se rapproche de la possibilité de manger et de boire du café manga japonais.
En 2014, le premier manga café d'Algérie, le HB Manga Kissa, ouvre ses portes à Alger.
En Corée du Sud, les manhwabangs traditionnels proposent le même type de lecture libre-service pour des manhwas, le nom donné aux bandes dessinées en Corée. Cependant, contrairement au Japon, l’accès à divers services comme Internet, les jeux vidéo et les films sont séparés en divers types d’établissements. Les manhwabangs laissent donc tranquillement place à des endroits comme les PC bangs (cybercafé) ou les noraebangs (karaoké) dans les années 2000. Les cafés reprennent le concept : ils prennent la relève pour répondre à la demande et offrent divers services en plus de la lecture de différents documents : mangas, manhwas, romans, etc. Aujourd’hui, plusieurs manhwabangs sont virtuels : on peut avoir accès à des versions numériques de manhwas à des prix abordables.

## Manga cafés et bibliothèques
Même s’il y a des différences fondamentales entre les manga cafés et les bibliothèques publiques, ces établissements ont plusieurs points en commun : ils développent des collections, organisent des espaces de lecture et de rencontre, et constituent un endroit qui favorise la participation de la communauté à la culture et à sa diffusion. Malgré leur caractéristique principale de consommation, les manga cafés peuvent être source d’inspiration pour les bibliothèques publiques. En effet, les mangas, par leur diversité même, apportent avec eux une communauté, voire des sous-communautés riches de savoir-faire et de spécificités.

### Apport des manga cafés
Au Japon, les mangas sont d’abord publiés dans des magazines et les séries les plus populaires sont ensuite rééditées et publiées en volumes. Ainsi, les chapitres publiés de manière mensuelle ou hebdomadaire sont assez courts et la dynamique de lecture se rapproche davantage de celle des journaux, ce qui permet la naissance du concept de tachiyomi ou de yomitachi : la lecture debout. Selon certains experts de la bibliothéconomie francophone, ce concept pourrait ainsi permettre aux bibliothèques d’intégrer une différente approche à la constitution des espaces de lecture plus dynamiques en valorisant davantage la consultation sur place, comme les manga cafés.

#### Tiers lieu
Un concept de la bibliothéconomie qui caractérise fortement les manga cafés est celui du troisième lieu. Ce principe veut que les bibliothèques soient un lieu de rencontre, autre que la maison et le travail. Les bibliothèques aspirent à être des espaces neutres et conviviaux où les différentes communautés peuvent échanger et créer des liens. 
Les mangas cafés sont d’abord et avant tout des espaces pour lire des mangas, mais plusieurs ont également inclus divers services comme ceux mentionnés plus haut dans cet article pour répondre à des besoins qui évoluent. Ils constituent désormais des lieux de rencontre, mais également des lieux sûrs où plusieurs personnes peuvent prendre refuge, comme avec le phénomène des « réfugiés des cybercafés » au Japon.
Sans tomber dans le consumérisme, les bibliothèques peuvent tirer parti de certains aspects des manga cafés afin de mettre davantage l’accent sur le concept de troisième lieu, comme l’intégration de collections multisupports. Par exemple, l’espace manga de la Fnac, une chaîne de magasins qui vend des produits culturels et électroniques en France, ainsi que le manga café O-Taku Manga Lounge au Canada proposent des ouvrages divers en lien avec les mangas, mais également avec la culture japonaise : disques de musique, guides de voyage, documentaires, etc. Ces établissements mettent également en place des espaces créatifs qui permettent de faire participer la communauté lectrice. Les bibliothèques peuvent ainsi devenir des lieux de création et profiter des avantages que procurent les mangas et les artothèques et les ludothèques qui peuvent naître de ces types d’ouvrages.
Les mangas peuvent également faciliter la création de liens entre diverses communautés, car ce sont des publications qui touchent un grand public. Que ce soit pour des enfants ou des adultes, il y en a pour tous les goûts. Les manga cafés s’inscrivent donc dans une culture qui interrelie plusieurs thématiques grâce à la diversité des sujets et des thèmes qui inspirent les mangas. C’est aussi une culture qui valorise beaucoup la création et c’est la raison pour laquelle elle peut s’appliquer à plusieurs genres de documents : jeux vidéo, séries télé, livres fantastiques, et bien plus encore. Les bibliothèques ne perdent donc rien à investir dans cette forme de culture populaire, selon les besoins de leurs communautés.